# Medici-Venus
A Medici-Venus a Szemérmes Aphrodité néven ismert görög szobor (Venus Pudica) másolata, mely a római ásatások nyomán került elő, s vásárlás útján a Medici-család birtokába jutott.

## Leírása
I. Ferdinánd toszkánai nagyherceg vásárolta meg még a trónra lépése előtt, római tartózkodása idején. Sokáig a római Villa Medici kertjét díszítette, majd a Mediciek firenzei palotáiba került, végül az Uffizi Tribuna termében lett kiállítva; ma is ott látható.
A Medici-Venus Praxitelész knidoszi Aphrodité-szobrának egyik (i. e. 3. századi) változata után egy i. e. 1. századi athéni szobrász által készített római másolat. Márványból készült, magassága 1,53 méter. A szobor az i. e. 3. századi hellenisztikus görög szobrászat egyik fontos emléke.

## Hatása
A szobor hatással volt számos művészre: többek között Giorgione Alvó Vénusz c. festményének s Tiziano Vecellio Urbinói Venus c. alkotásának, ezeken keresztül pedig Édouard Manet Olympiájának a létrejöttében is szerepet játszott. Ma a Medici Vénuszt s az Urbinói Vénuszt is a firenzei Uffiziben őrzik.

## A szobor sorsa
A szobornak kalandos sorsa volt. Napóleon császár megbízottjai rekvirálták, elszállítva Palermóból, ahova az Uffizi igazgatója menekítette, s azután a Louvre gyűjteményét gyarapította. Franciaország majd csak 1815-ben, a Bourbon-restauráció után adta vissza Itáliának. Míg 1820-ban meg nem jelent a Louvre-ban a Méloszi Aphrodité, addig Európában a Medici-Venus volt a leghíresebb Venus-szobor.

## Galéria

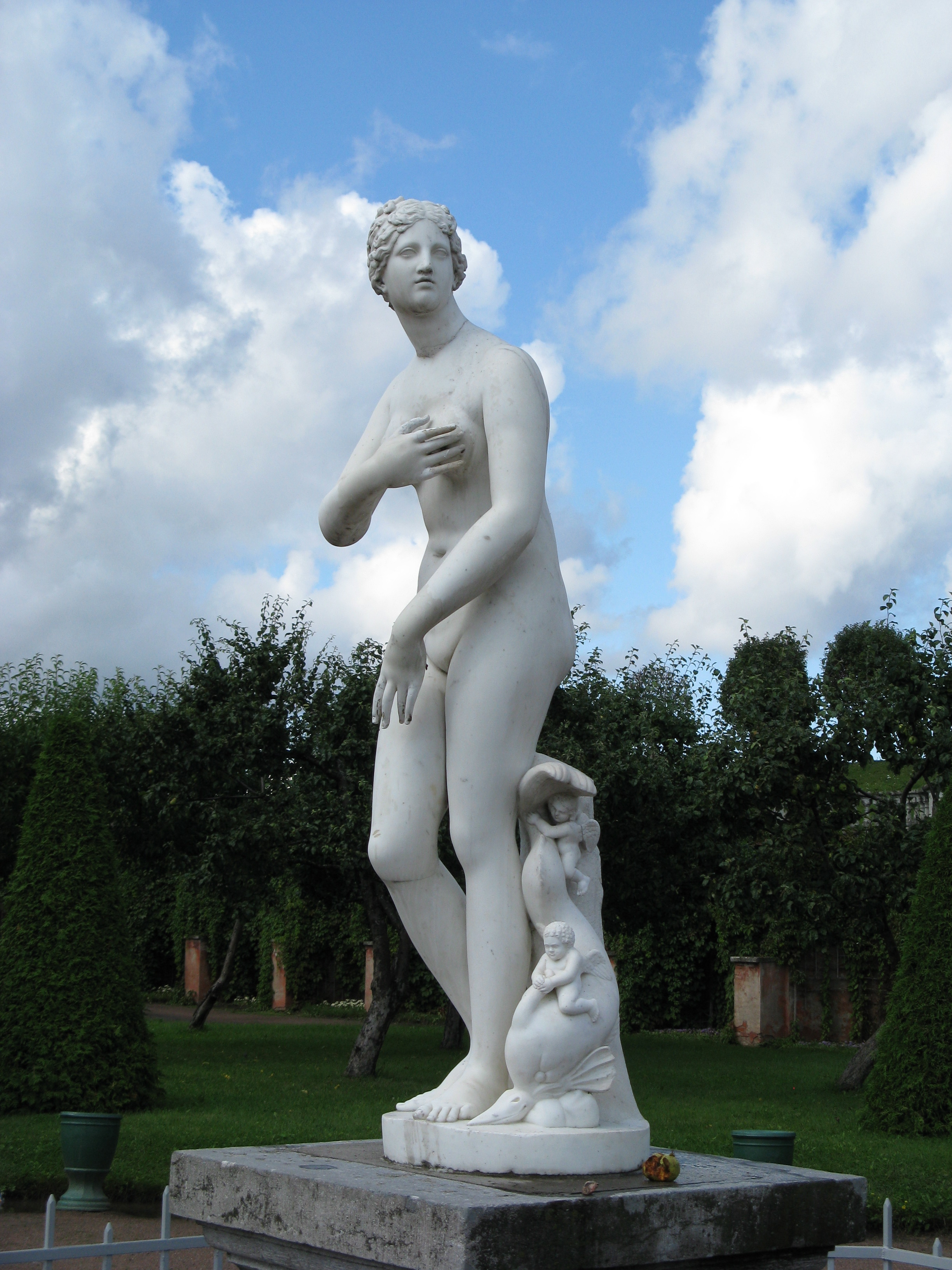
Oldalnézetből, Peterhofnál, Oroszország
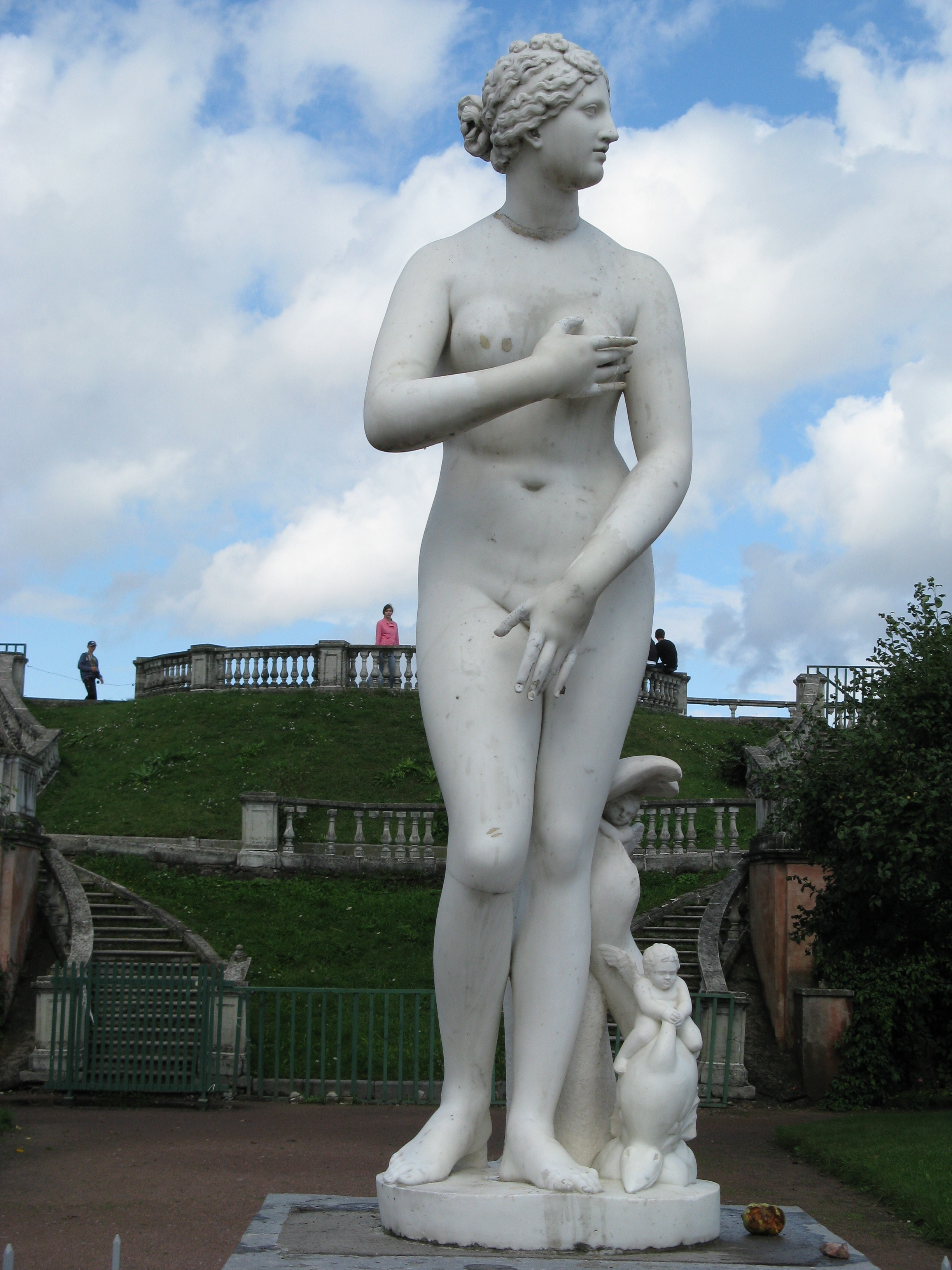
Előnézetből, Peterhofnál, Oroszország
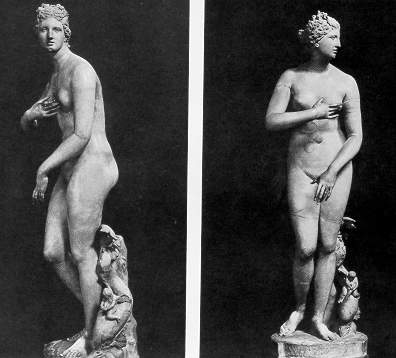
Oldal- és előnézet egy régi könyvből
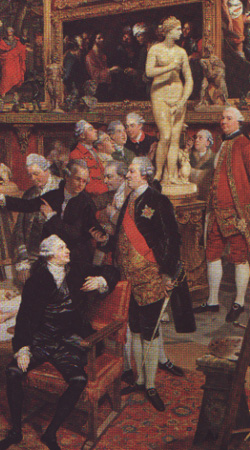
Uffizi Tribuna termében, 1772-78 k.